# Distretto governativo di Dessau
Il distretto governativo di Dessau (in tedesco Regierungsbezirk Dessau) era uno dei tre distretti governativi in cui si divideva il Land tedesco della Sassonia-Anhalt, dal 1991 al 2004.

## Storia
Il distretto fu creato il 1º gennaio 1991, successivamente alla riunificazione tedesca.
Esistette fino al 31 dicembre 2003. Dal 1º gennaio 2004, con la soppressione di questo e degli altri 2, la Sassonia-Anhalt non viene suddivisa in distretti governativi.

## Geografia fisica
Il distretto si trovava a sud-est del suo stato, con all'ovest la città capoluogo di Dessau. Confinava con gli stati del Brandeburgo e della Sassonia, e con gli ex-distretti di Magdeburgo ed Halle.

## Suddivisione
Il distretto comprendeva i circondari di Anhalt-Zerbst, Bernburg, Bitterfeld, Köthen e Wittenberg, e la città extracircondariale di Dessau.